# جفری مک‌لافلین
جفری مک‌لافلین (انگلیسی: Jeffrey McLaughlin؛ زادهٔ october ۳۱, ۱۹۶۵ (۵۹ سال)) ورزشکار روئینگ اهل ایالات متحده آمریکا است.
وی در مسابقات کشوری و بین‌المللی در مجموع برندهٔ ۱ مدال طلا، ۲ مدال نقره، ۱ مدال برنز شده‌است.